# Milan Associazione Calcio 1968-1969
Questa voce raccoglie le informazioni riguardanti il Milan Associazione Calcio nelle competizioni ufficiali della stagione 1968-1969.

## Stagione

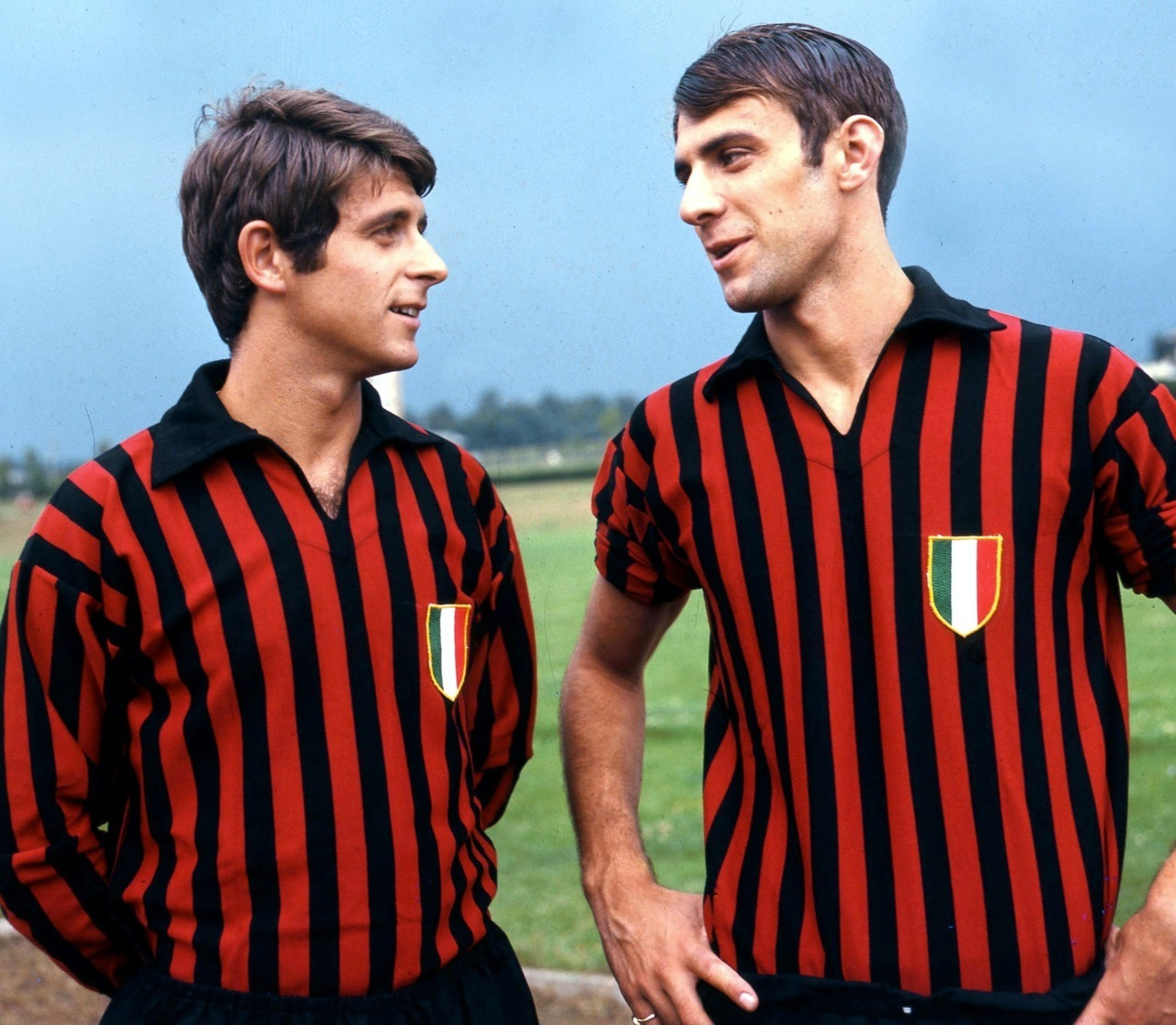
Il capitano rossonero Gianni Rivera a quattrocchi con Pierino Prati, miglior marcatore stagionale della squadra.

Per la stagione 1968-1969 alla guida della squadra campione d'Italia 1967-1968 viene confermato Nereo Rocco. Nel giugno 1968, Anquilletti, Lodetti, Prati, Rivera e Rosato si laureano campioni d'Europa con la Nazionale italiana, vincitrice del campionato europeo. In estate il club si aggiudica le prestazioni di Romano Fogli e fa tornare l'ex primavera Luigi Maldera dopo due anni di prestito.
La stagione inizia con le 3 partite del girone del primo turno di Coppa Italia, dove il Milan ottiene 2 vittorie (con Ternana e Monza) e un pareggio con il Lanerossi Vicenza, chiudendo il raggruppamento al primo posto a 5 punti a pari merito con i veneti. Ad accedere ai quarti di finale, che si disputeranno tra marzo e aprile, sono i rossoneri per la miglior differenza reti (+5 contro +4).
In campionato il Milan è stabilmente nelle prime posizioni e si gioca lo scudetto con Cagliari e Fiorentina. I rossoneri restano imbattuti nelle prime 7 giornate (5 vittorie e 2 pareggi) ma nell'ottava vengono sconfitti dal Bologna e superati in classifica dal Cagliari. Le posizioni e il distacco in classifica restano invariati fino a 2 turni dal termine del girone di andata, quando anche la Fiorentina supera il Milan e aggancia il Cagliari in vetta; i rossoneri chiudono il girone di andata al 3º posto con 22 punti alle spalle dei sardi (24) e dei toscani (23). Tre giornate più tardi il Milan aggancia le altre due squadre al primo posto in classifica ma nelle giornate seguenti viene staccato prima dai rossoblu e poi dai viola che superano anche i sardi e alla fine vincono il campionato con 4 punti di vantaggio su Cagliari e Milan, secondi classificati a pari merito. La difesa milanista, con 12 reti subite, risulta la meno battuta del campionato mentre i rossoneri durante il torneo non ricevono nessun rigore a favore o contro, evento mai verificatosi prima da quando la Serie A è a girone unico (stagione 1929-1930). La squadra stabilisce un record eguagliato dal Como nell'1984-1985: quello del minor numero di reti subite in casa (due). In totale, come già accennato,  la squadra subisce soltanto 12 reti, record rossonero da quando è stato introdotto il girone unico. Nella stagione successiva il Cagliari campione migliorerà il record assoluto del minor numero di reti subite in un campionato a girone unico, undici, appena una in meno del Milan.
Nei quarti di finale di Coppa Italia il Milan affronta il Torino, che batte i rossoneri per 1-0 all'andata e al ritorno e li elimina dal torneo.

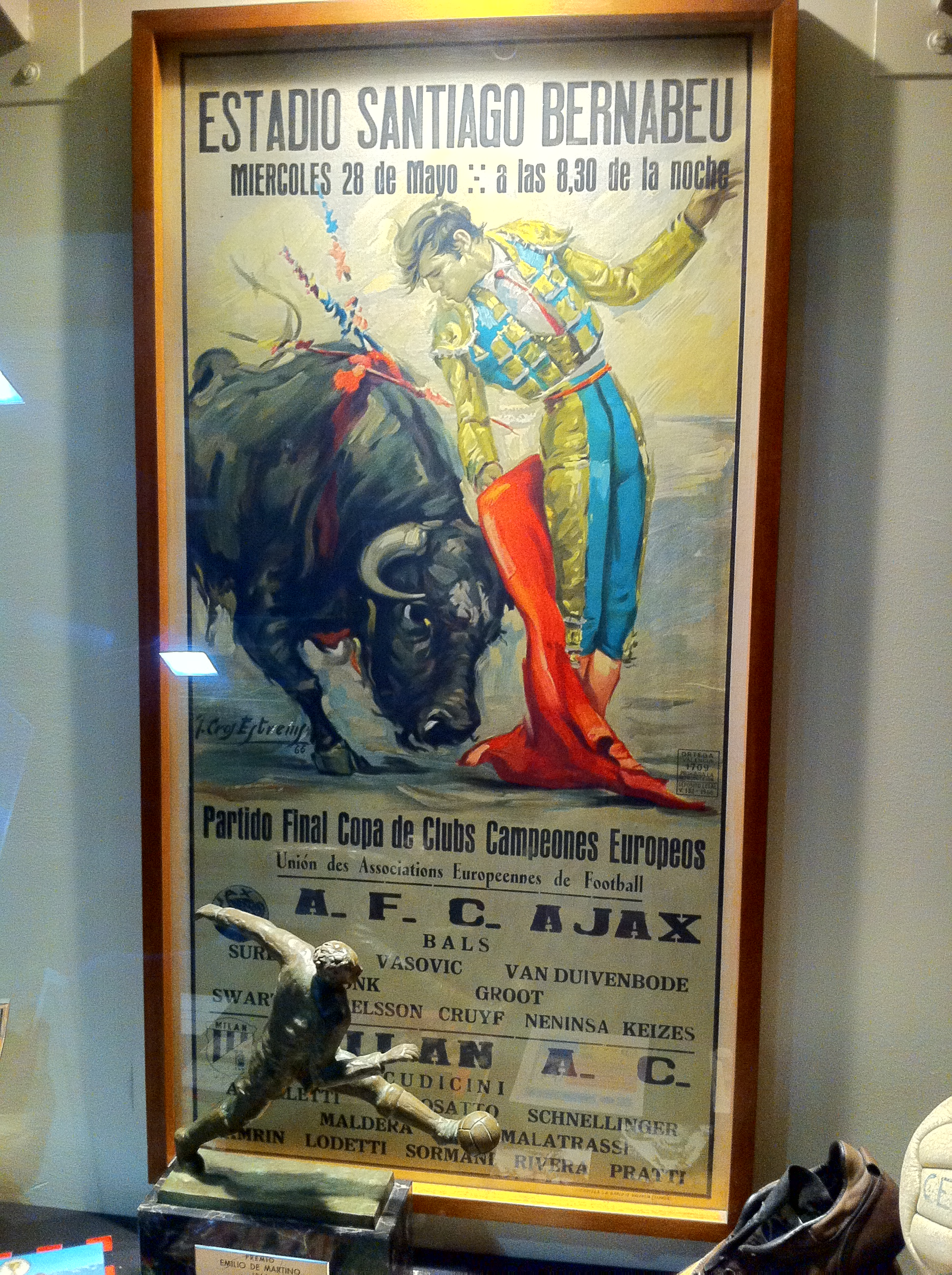
Il manifesto della finale di Coppa dei Campioni 1968-1969 di Madrid tra Milan e, custodito nel museo di San Siro.

In Coppa dei Campioni il Milan si qualifica per la finale dopo avere eliminato nei sedicesimi di finale gli svedesi del Malmö FF (sconfitta per 2-1 all'andata a Malmö e vittoria per 4-1 nel ritorno a Milano), nei quarti di finale gli scozzesi del Celtic campione d'Europa 1966-1967 (pareggio per 0-0 in casa e vittoria per 1-0 in trasferta), e in semifinale gli inglesi del Manchester United campione in carica (vittoria per 2-0 a San Siro e sconfitta per 1-0 all'Old Trafford), che annovera campioni del calibro di George Best e della stella inglese Bobby Charlton. Nella finale di Madrid del 28 maggio 1969 i rossoneri affrontano gli olandesi dell'Ajax e vincono la gara per 4-1 grazie a una tripletta di Pierino Prati e di un gol di Sormani dopo che gli olandesi avevano accorciato le distanze grazie a un rigore di Vasović; per i lanceri a segnare la rete del momentaneo 2-1 è Velibor Vasović su rigore. È la seconda Coppa dei Campioni vinta dai rossoneri; la vittoria della competizione vale anche per il Milan l'accesso alla Coppa dei Campioni 1969-1970 in qualità di detentore del trofeo. Il Milan, sceso in campo con Cudicini, Anquilletti, Schnellinger, Malatrasi, Rosato, Trapattoni, Hamrin, Lodetti, Sormani, Rivera e Prati è la prima squadra italiana a conquistare il trofeo nel nuovo formato, quello dalle grandi orecchie. Quella del 1969 è l'unica finale di Coppa dei Campioni/Champions League che il club ha vinto indossando la prima maglia (quella rossonera). Tutte le altre coppe della massima competizione europea sono state vinte in tenuta bianca.

## Divise
La divisa è una maglia a strisce verticali della stessa dimensione, rosse e nere, con pantaloncini bianchi e calzettoni neri con risvolto rosso. La divisa di riserva è una maglia bianca con colletto e bordi delle maniche rossi e neri, pantaloncini bianchi e calzettoni bianchi con una riga rossa e nera sul risvolto.
| Casa | Trasferta |

## Organigramma societario[6]
Area direttiva
- Presidente: Franco Carraro
- Vice presidente: Federico Sordillo
- Segretario: Bruno Passalacqua

Area tecnica
- Allenatore: Nereo Rocco
- Allenatore in seconda: Marino Bergamasco
- Aiuto allenatore: Cesare Maldini

Area sanitaria
- Medici sociali: Giovanni Battista Monti, Pier Giovanni Scotti
- Massaggiatore: Giuseppe Campagnoli, Ruggiero Ribolzi, Carlo Tresoldi

## Rosa
| N. |                           | Ruolo | Calciatore              |
| -- | ------------------------- | ----- | ----------------------- |
|    | Italia (bandiera)         | P     | Pierangelo Belli        |
|    | Italia (bandiera)         | P     | Fabio Cudicini          |
|    | Italia (bandiera)         | P     | Claudio Mantovani       |
|    | Italia (bandiera)         | P     | Villiam Vecchi          |
|    | Italia (bandiera)         | D     | Angelo Anquilletti      |
|    | Italia (bandiera)         | D     | Bruno Baveni            |
|    | Italia (bandiera)         | D     | Saul Malatrasi          |
|    | Italia (bandiera)         | D     | Luigi Maldera           |
|    | Italia (bandiera)         | D     | Paolo Montanari         |
|    | Italia (bandiera)         | D     | Roberto Rosato          |
|    | Italia (bandiera)         | D     | Nello Santin            |
|    | Germania Ovest (bandiera) | D     | Karl-Heinz Schnellinger |
|    | Italia (bandiera)         | C     | Roberto Casone          |

| N. |                   | Ruolo | Calciatore                          |
| -- | ----------------- | ----- | ----------------------------------- |
|    | Italia (bandiera) | C     | Romano Fogli                        |
|    | Italia (bandiera) | C     | Giovanni Lodetti                    |
|    | Italia (bandiera) | C     | Gianni Rivera (capitano)            |
|    | Italia (bandiera) | C     | Giorgio Rognoni                     |
|    | Italia (bandiera) | C     | Nevio Scala                         |
|    | Italia (bandiera) | C     | Giovanni Trapattoni (vice capitano) |
|    | Italia (bandiera) | A     | Lino Golin                          |
|    | Svezia (bandiera) | A     | Kurt Hamrin                         |
|    | Italia (bandiera) | A     | Angelo Marchi                       |
|    | Italia (bandiera) | A     | Bruno Mora                          |
|    | Italia (bandiera) | A     | Carlo Petrini                       |
|    | Italia (bandiera) | A     | Pierino Prati                       |
|    | Italia (bandiera) | A     | Angelo Benedicto Sormani            |

## Calciomercato

### Sessione estiva
| Acquisti | Acquisti          | Acquisti | Acquisti      |
| R.       | Nome              | da       | Modalità      |
| -------- | ----------------- | -------- | ------------- |
| P        | Claudio Mantovani | Bari     | fine prestito |
| D        | Luigi Maldera     | Monza    | fine prestito |
| D        | Paolo Montanari   | Catania  | prestito      |
| C        | Romano Fogli      | Bologna  | definitivo    |
| A        | Angelo Paina      | Padova   | fine prestito |
| A        | Carlo Petrini     | Genoa    | definitivo    |

| Cessioni | Cessioni          | Cessioni  | Cessioni   |
| R.       | Nome              | a         | Modalità   |
| -------- | ----------------- | --------- | ---------- |
| D        | Alberto Grossetti | Catania   | prestito   |
| C        | Massimo Giacomini | Triestina | definitivo |
| A        | Antonio Angelillo | Genoa     | definitivo |
| A        | Angelo Paina      | Triestina | prestito   |

### Sessione autunnale
| Acquisti | Acquisti | Acquisti | Acquisti |
| R.       | Nome     | da       | Modalità |
| -------- | -------- | -------- | -------- |

| Cessioni | Cessioni          | Cessioni | Cessioni   |
| R.       | Nome              | a        | Modalità   |
| -------- | ----------------- | -------- | ---------- |
| P        | Claudio Mantovani | Atalanta | definitivo |
| A        | Lino Golin        | Varese   | prestito   |

## Risultati

### Serie A

#### Girone di andata
| Arbitro: | De Robbio (Torre Annunziata) |

|             |           |  |
| Lodetti 43’ | Marcatori |  |

| Arbitro: | Lo Bello (Siracusa) |

|           |           |                                  |
| Maddè 61’ | Marcatori | 28’ Rivera 50’ Prati 85’ Sormani |

| Arbitro: | Barbaresco (Cormons) |

|                       |           |          |
| Sormani 27’ Prati 82’ | Marcatori | 77’ Joan |

| Firenze 27 ottobre 1968 4ª giornata | Fiorentina       | 0 – 0 referto | Milan | Stadio Comunale (42 665 spett.)\| Arbitro: \| Sbardella (Roma) \| |
| Arbitro:                            | Sbardella (Roma) |               |       |                                                                   |

| Arbitro: | Angonese (Mestre) |

|           |           |  |
| Fogli 68’ | Marcatori |  |

| Bergamo 10 novembre 1968 6ª giornata | Atalanta            | 0 – 0 referto | Milan | Stadio Comunale (21 219 spett.)\| Arbitro: \| Francescon (Padova) \| |
| Arbitro:                             | Francescon (Padova) |               |       |                                                                      |

| Arbitro: | Pieroni (Roma) |

|                                        |           |             |
| Sormani 28’ Petrini 48’ Prati 78’, 89’ | Marcatori | 75’ Gallina |

| Arbitro: | Picasso (Chiavari) |

|             |           |  |
| Mujesan 38’ | Marcatori |  |

| Milano 1º dicembre 1968 9ª giornata | Milan               | 0 – 0 referto | Cagliari | Stadio San Siro (75 062 spett.)\| Arbitro: \| Lo Bello (Siracusa) \| |
| Arbitro:                            | Lo Bello (Siracusa) |               |          |                                                                      |

| Arbitro: | Monti (Ancona) |

|  |           |            |
|  | Marcatori | 41’ Hamrin |

| Arbitro: | Lo Bello (Siracusa) |

|             |           |             |
| Taccola 62’ | Marcatori | 38’ Sormani |

| Arbitro: | Sbardella (Roma) |

|            |           |  |
| Rosato 88’ | Marcatori |  |

| Varese 12 gennaio 1969 13ª giornata | Varese            | 0 – 0 referto | Milan | Stadio Franco Ossola (12 951 spett.)\| Arbitro: \| Angonese (Mestre) \| |
| Arbitro:                            | Angonese (Mestre) |               |       |                                                                         |

| Napoli 19 gennaio 1969 14ª giornata | Napoli              | 0 – 0 referto | Milan | Stadio San Paolo (75 054 spett.)\| Arbitro: \| Lo Bello (Siracusa) \| |
| Arbitro:                            | Lo Bello (Siracusa) |               |       |                                                                       |

| Arbitro: | Pieroni (Roma) |

|           |           |  |
| Prati 44’ | Marcatori |  |

#### Girone di ritorno
| Arbitro: | De Marchi (Pordenone) |

|              |           |                     |
| Sabatini 80’ | Marcatori | 37’ (aut.) Vincenzi |

| Arbitro: | Bernardis (Trieste) |

|                     |           |  |
| Prati 32’, 66’, 78’ | Marcatori |  |

| Arbitro: | Monti (Ancona) |

|  |           |                        |
|  | Marcatori | 70’ (aut.) Gonfiantini |

| Milano 23 febbraio 1969 19ª giornata | Milan            | 0 – 0 referto | Fiorentina | Stadio San Siro (57 283 spett.)\| Arbitro: \| Gonella (Torino) \| |
| Arbitro:                             | Gonella (Torino) |               |            |                                                                   |

| Arbitro: | Lo Bello (Siracusa) |

|           |           |           |
| Corso 53’ | Marcatori | 86’ Prati |

| Milano 8 marzo 1969 21ª giornata | Milan           | 0 – 0 referto | Atalanta | Stadio San Siro (45 538 spett.)\| Arbitro: \| Lattanzi (Roma) \| |
| Arbitro:                         | Lattanzi (Roma) |               |          |                                                                  |

| Arbitro: | Bernardis (Trieste) |

|          |           |            |
| Reif 70’ | Marcatori | 45’ Rivera |

| Arbitro: | De Marchi (Pordenone) |

|                               |           |  |
| Fogli 41’ Prati 68’, 81’, 88’ | Marcatori |  |

| Arbitro: | Sbardella (Roma) |

|                               |           |            |
| Greatti 16’ Nené 45’ Riva 54’ | Marcatori | 33’ Rivera |

| Arbitro: | Lo Bello (Siracusa) |

|           |           |  |
| Prati 20’ | Marcatori |  |

| Arbitro: | Monti (Ancona) |

|             |           |  |
| Petrini 56’ | Marcatori |  |

| Arbitro: | Sbardella (Roma) |

|             |           |  |
| Cereser 17’ | Marcatori |  |

| Arbitro: | D'Agostini (Roma) |

|                     |           |  |
| Fogli 22’ Prati 36’ | Marcatori |  |

| Milano 10 maggio 1969 29ª giornata | Milan             | 0 – 0 referto | Napoli | Stadio San Siro (63 701 spett.)\| Arbitro: \| Angonese (Mestre) \| |
| Arbitro:                           | Angonese (Mestre) |               |        |                                                                    |

| Palermo 18 maggio 1969 30ª giornata | Palermo             | 0 – 0 referto | Milan | Stadio La Favorita (17 160 spett.)\| Arbitro: \| Bernardis (Trieste) \| |
| Arbitro:                            | Bernardis (Trieste) |               |       |                                                                         |

### Coppa Italia

#### Primo turno
| Arbitro: | Bigi (Padova) |

|                               |           |  |
| Rivera 17’ (rig.) Sormani 31’ | Marcatori |  |

| Arbitro: | Angonese (Mestre) |

|  |           |                                       |
|  | Marcatori | 55’ Prati 56’ Hamrin 63’ Schnellinger |

| Vicenza 22 settembre 1968 3ª giornata - Gruppo 1 | Lanerossi Vicenza | 0 – 0 | Milan | Stadio Romeo Menti (13 088 spett.)\| Arbitro: \| D'Agostini (Roma) \| |
| Arbitro:                                         | D'Agostini (Roma) |       |       |                                                                       |

#### Fase finale
| Arbitro: | Angonese (Mestre) |

|            |           |  |
| Bolchi 88’ | Marcatori |  |

| Arbitro: | Di Tonno (Lecce) |

|  |           |             |
|  | Marcatori | 61’ Fossati |

### Coppa dei Campioni
| Arbitro: | Siebert |

|                          |           |            |
| Olsberg 45’ Elmstedt 50’ | Marcatori | 58’ Rivera |

| Arbitro: | Machin |

|                                              |           |               |
| Prati 32’, 69’ Sormani 62’ Rivera 89’ (rig.) | Marcatori | 16’ Ljungberg |

| Milano 19 febbraio 1969 Quarti di finale - Andata | Milan       | 0 – 0 referto | Celtic | Stadio San Siro (62 402 spett.)\| Arbitro: \| Tschenscher \| |
| Arbitro:                                          | Tschenscher |               |        |                                                              |

| Arbitro: | Ortiz de Mendibil |

|  |           |           |
|  | Marcatori | 12’ Prati |

| Arbitro: | Krnávek |

|                        |           |  |
| Sormani 33’ Hamrin 49’ | Marcatori |  |

| Arbitro: | Machin |

|              |           |  |
| Charlton 70’ | Marcatori |  |

| Arbitro: | Ortiz de Mendibil |

|                                |           |                    |
| Prati 8’, 40’, 75’ Sormani 67’ | Marcatori | 60’ (rig.) Vasović |

## Statistiche

### Statistiche di squadra
| Competizione       | Punti | In casa | In casa | In casa | In casa | In casa | In casa | In trasferta | In trasferta | In trasferta | In trasferta | In trasferta | In trasferta | Totale | Totale | Totale | Totale | Totale | Totale | DR  |
| Competizione       | Punti | G       | V       | N       | P       | Gf      | Gs      | G            | V            | N            | P            | Gf           | Gs           | G      | V      | N      | P      | Gf     | Gs     | DR  |
| ------------------ | ----- | ------- | ------- | ------- | ------- | ------- | ------- | ------------ | ------------ | ------------ | ------------ | ------------ | ------------ | ------ | ------ | ------ | ------ | ------ | ------ | --- |
| Serie A            | 41    | 15      | 11      | 4       | 0       | 21      | 2       | 15           | 3            | 9            | 3            | 10           | 10           | 30     | 14     | 13     | 3      | 31     | 12     | +19 |
| Coppa Italia       | -     | 2       | 1       | 0       | 1       | 2       | 1       | 3            | 1            | 1            | 1            | 3            | 1            | 5      | 2      | 1      | 2      | 5      | 2      | +3  |
| Coppa dei Campioni | -     | 3       | 2       | 1       | 0       | 6       | 1       | 3            | 1            | 0            | 2            | 2            | 3            | 7      | 4      | 1      | 2      | 12     | 5      | +7  |
| Totale             | -     | 20      | 14      | 5       | 1       | 29      | 4       | 21           | 5            | 10           | 6            | 15           | 14           | 42     | 20     | 15     | 7      | 48     | 19     | +29 |

### Statistiche dei giocatori[26][27]
| Giocatore       | Serie A  | Serie A | Coppa Italia | Coppa Italia | Coppa dei Campioni | Coppa dei Campioni | Totale   | Totale |
| Giocatore       | Presenze | Reti    | Presenze     | Reti         | Presenze           | Reti               | Presenze | Reti   |
| --------------- | -------- | ------- | ------------ | ------------ | ------------------ | ------------------ | -------- | ------ |
| A. Anquilletti  | 30       | 0       | 3            | 0            | 7                  | 0                  | 40       | 0      |
| B. Baveni       | 0        | 0       | 0            | 0            | 0                  | 0                  | 0        | 0      |
| P. Belli        | 1        | -3      | 1            | -1           | 0                  | -0                 | 2        | -4     |
| R. Casone       | 0        | 0       | 1            | 0            | 0                  | 0                  | 1        | 0      |
| F. Cudicini     | 29       | -8      | 2            | -1           | 6                  | -3                 | 37       | -12    |
| R. Fogli        | 23       | 3       | 4            | 0            | 2                  | 0                  | 29       | 3      |
| L. Golin        | 0        | 0       | 2            | 0            | 1                  | 0                  | 3        | 0      |
| K. Hamrin       | 13       | 1       | 3            | 1            | 6                  | 1                  | 22       | 3      |
| G. Lodetti      | 30       | 1       | 4            | 0            | 7                  | 0                  | 41       | 1      |
| S. Malatrasi    | 27       | 0       | 3            | 0            | 6                  | 0                  | 36       | 0      |
| L. Maldera      | 12       | 0       | 1            | 0            | 4                  | 0                  | 17       | 0      |
| C. Mantovani    | 0        | -0      | 0            | -0           | 0                  | -0                 | 0        | -0     |
| A. Marchi       | 0        | 0       | 1            | 0            | 0                  | 0                  | 1        | 0      |
| P. Montanari    | 0        | 0       | 0            | 0            | 0                  | 0                  | 0        | 0      |
| B. Mora         | 2        | 0       | 1            | 0            | 0                  | 0                  | 3        | 0      |
| C. Petrini      | 9        | 2       | 3            | 0            | 1                  | 0                  | 13       | 2      |
| P. Prati        | 30       | 14      | 3            | 1            | 7                  | 6                  | 40       | 21     |
| G. Rivera       | 28       | 3       | 4            | 1            | 7                  | 2                  | 39       | 6      |
| G. Rognoni      | 9        | 0       | 3            | 0            | 3                  | 0                  | 15       | 0      |
| R. Rosato       | 27       | 1       | 4            | 0            | 7                  | 0                  | 38       | 1      |
| N. Santin       | 7        | 0       | 3            | 0            | 3                  | 0                  | 13       | 0      |
| N. Scala        | 4        | 0       | 2            | 0            | 1                  | 0                  | 7        | 0      |
| K. Schnellinger | 20       | 0       | 4            | 1            | 7                  | 0                  | 31       | 1      |
| B. Sormani      | 26       | 4       | 1            | 1            | 5                  | 3                  | 32       | 8      |
| G. Trapattoni   | 22       | 0       | 5            | 0            | 5                  | 0                  | 32       | 0      |
| V. Vecchi       | 1        | -1      | 2            | -0           | 1                  | -2                 | 4        | -3     |